# Mammal Research
Mammal Research (do 2015 roku Acta Theriologica) – recenzowane czasopismo naukowe o międzynarodowym zasięgu publikujące prace oryginalne i przeglądowe dotyczące biologii (m.in. ekologii, etologii, bioenergetyki, morfologii, rozrodu i ewolucji) ssaków. Założone zostało w 1954 przez Augusta Dehnela, który był pierwszym redaktorem naczelnym (do 1962). Wydawane od 1958 w Białowieży przez Instytut Biologii Ssaków Polskiej Akademii Nauk. Publikowane co kwartał, od 1990 wyłącznie w języku angielskim, indeksowane w Biological Abstracts, Current Awarness in Biological Sciences, Current Contents A, B & ES, Ecological Abstracts, Referativnyi Zhurnal, Science Citation Index, Wildlife Review i Zoological Record.
Impact factor za rok 2013 wyniósł 1,161.